# Keith Michael Baker
Keith Michael Baker (ur. 1938) – historyk specjalizujący się w historii okresu oświecenia. 
Tytuł doktora uzyskał na University of London. W 1988 został profesorem na Stanford University. Publikował na łamach czasopism „Annals of Science”, „Studies on Voltaire and the Eighteenth Century”, „Journal of Modern History” i „The Wilson Quarterly”. Członek American Academy of Arts and Sciences od 1991.

## Książki
- Condorcet. From Natural Philosophy to Social Mathematics (1975)
- Inventing the French Revolution. Essays on French Political Culture in the Eighteenth Century (1990)